# Assaba

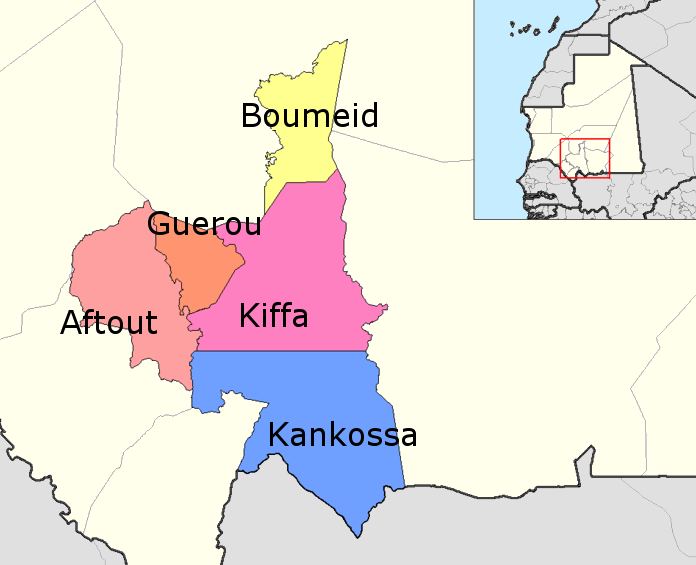
Départements in Assaba

Assaba (arabisch ولاية العصابة, DMG Wilāyat al-ʿAṣāba) ist eine Verwaltungsregion im Süden des westafrikanischen Landes Mauretanien.
Die Hauptstadt Assabas ist Kiffa, ein weiteres wichtiges Zentrum ist Kankossa. Assaba gliedert sich in die fünf Départements Barkewol, Boumdeid, Guerou, Kankossa und Kiffa.
Die Region grenzt im Norden an die Verwaltungsregionen Brakna und Tagant, im Osten an Hodh El Gharbi, im Süden ans Nachbarland Mali und im Westen an Gorgol und Guidimaka.
Die Bevölkerungszahl der Region hat in den Jahren 2000 bis 2023 von 242.265 auf 451.804 Einwohner zugenommen.